# ミハリス・カキオツィス
ミハリス・カキオツィス（Μιχάλης Κακιούζης、英：Michalis Kakiouzis、1976年11月29日 - ）は、ギリシャ・アテネ出身のプロバスケットボール選手である。ポジションはPF/SF。207cm、109kg。CDBセビリア所属。

## 来歴

### ギリシャ時代
8歳のとき、イオニコスのユースでバスケを始め、1992年プロデビュー。
1995年、A1リーグの強豪AEKアテネに移籍。2001-02シーズンにはリーグ優勝に貢献する。

### イタリア時代
2002年、イタリアへ渡りモンテパッシ・シエナへ移籍。2003-04シーズンのセリエA優勝の原動力となった。

### スペイン
2005年、スペイン・リーガACBのFCバルセロナへ移籍。
2007年の契約満了に伴い、CDBセビリアへ移籍。

### ギリシャ代表
ギリシャ代表では1995年にジュニア世界選手権で優勝。
A代表には1999年欧州選手権より選ばれており、後に主将も務める。
2004年のアテネ五輪にも出場。
2005年欧州選手権金メダル、2006年世界選手権銀メダルを獲得する。